# Neratov (Bartošovice v Orlických horách)
Neratov (německy Bärnwald) je malá vesnice při polských hranicích, která je součástí obce Bartošovice v Orlických horách. Nachází se v okrese Rychnov nad Kněžnou, kraj Královéhradecký. Před druhou světovou válkou šlo o samostatnou obec. Název příslušného katastrálního území č. 600997 je Neratov v Orlických horách (okres Rychnov nad Kněžnou).

## Historie

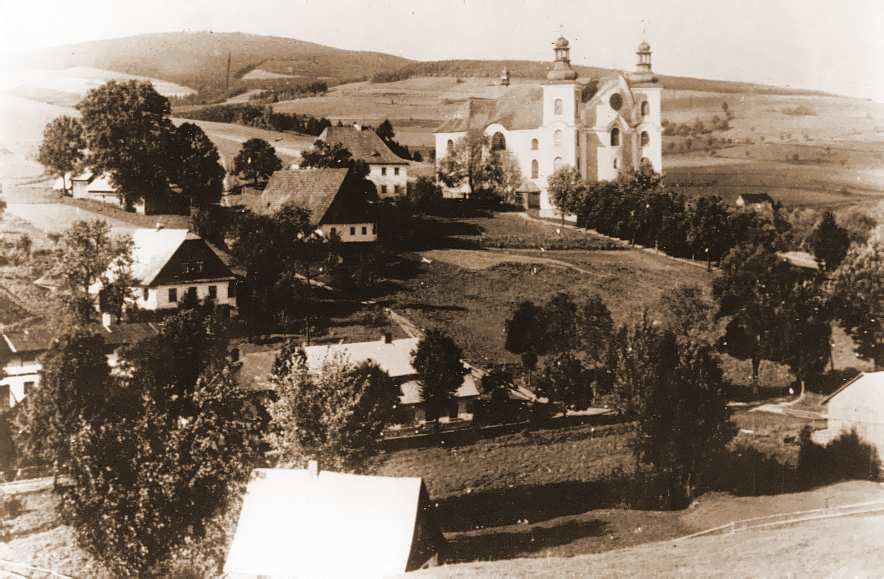
Neratov v roce 1908

První písemná zmínka o obci pochází z roku 1550. Vznik obce je spojován s existencí sklárny, která zde koncem 15. století vznikla v souvislosti s kolonizací Orlických hor německým obyvatelstvem. Obec měla před 2. světovou válkou přes 500 stálých obyvatel. Neratov býval významným mariánským poutním místem.
Po odsunu německého obyvatelstva, k němuž došlo po 2. světové válce v letech 1945–1946, obec téměř zanikla. V letech 1869–1950 byla samostatnou obcí, ke které patřila v roce 1950 Nová Ves a v letech 1961–1980 byla vesnice součástí obce Bartošovice v Orlických horách. V roce 1950 zde bylo hlášeno 39 obyvatel a v roce 1989 dva stálí obyvatelé. V roce 1992 založil kněz Josef Suchár Sdružení Neratov, jehož cílem byla obnova vesnice. V srpnu 2016 v ní žilo asi 60 obyvatel přihlášených k trvalému pobytu a obec se naplňovala v zimních a letních měsících díky chalupářům a rekreantům.
Sdružení „Neratov“ rozvíjí nejen vlastní obec a stará se o mariánský poutní chrám s prosklenou střechou, ale také dává práci desítkám lidí s handicapem.

## Pivovar
V Neratově působí také „Pivovar Neratov“ (společnosti ŠFN), který vaří rovněž nefiltrované a nepasterované pivo (dvanáctistupňový světlý ležák „Prorok“).

## Pamětihodnosti
- Kostel Nanebevzetí Panny Marie – barokní chrám vystavěný v letech 1723–1733 pravděpodobně podle návrhu Giovanniho Battisty Alliprandiho.
- Neratovský javor klen, památný strom (50°13′3″ s. š., 16°32′11″ v. d.)
- Javor klen v Neratově, památný strom (50°12′58″ s. š., 16°32′33″ v. d.)
- Modříny u sochy sv. Františka Xaverského v Neratově, skupina tří památných stromů (50°13′1″ s. š., 16°33′11″ v. d.)
- Linie lehkého a těžkého opevnění s pěchotními sruby R-S 83, R-S 84 a R-S 85 budovaná v rámci systému československého opevnění na obranu před nacistickým Německem.

## Galerie

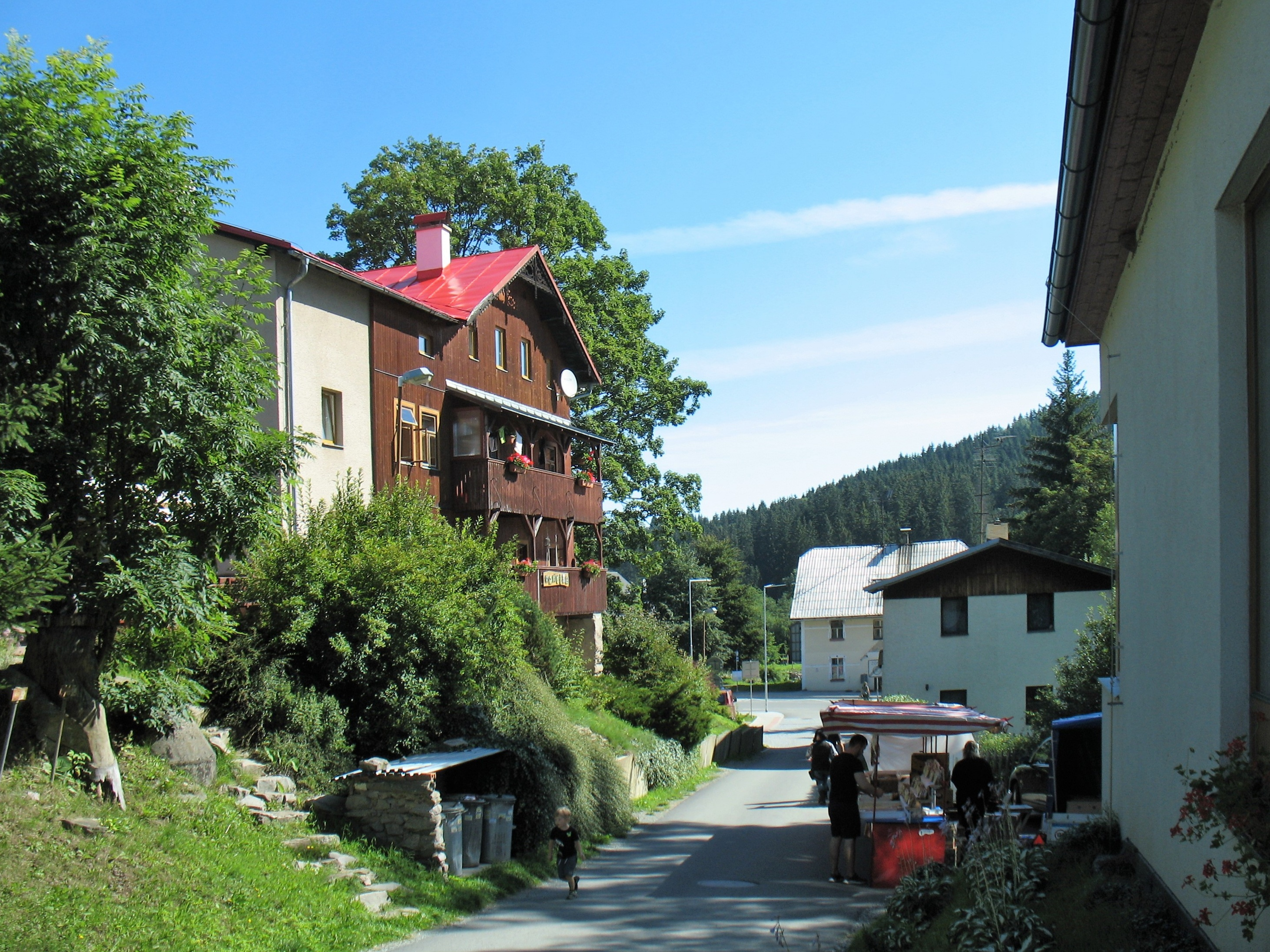
Výhled od infocentra
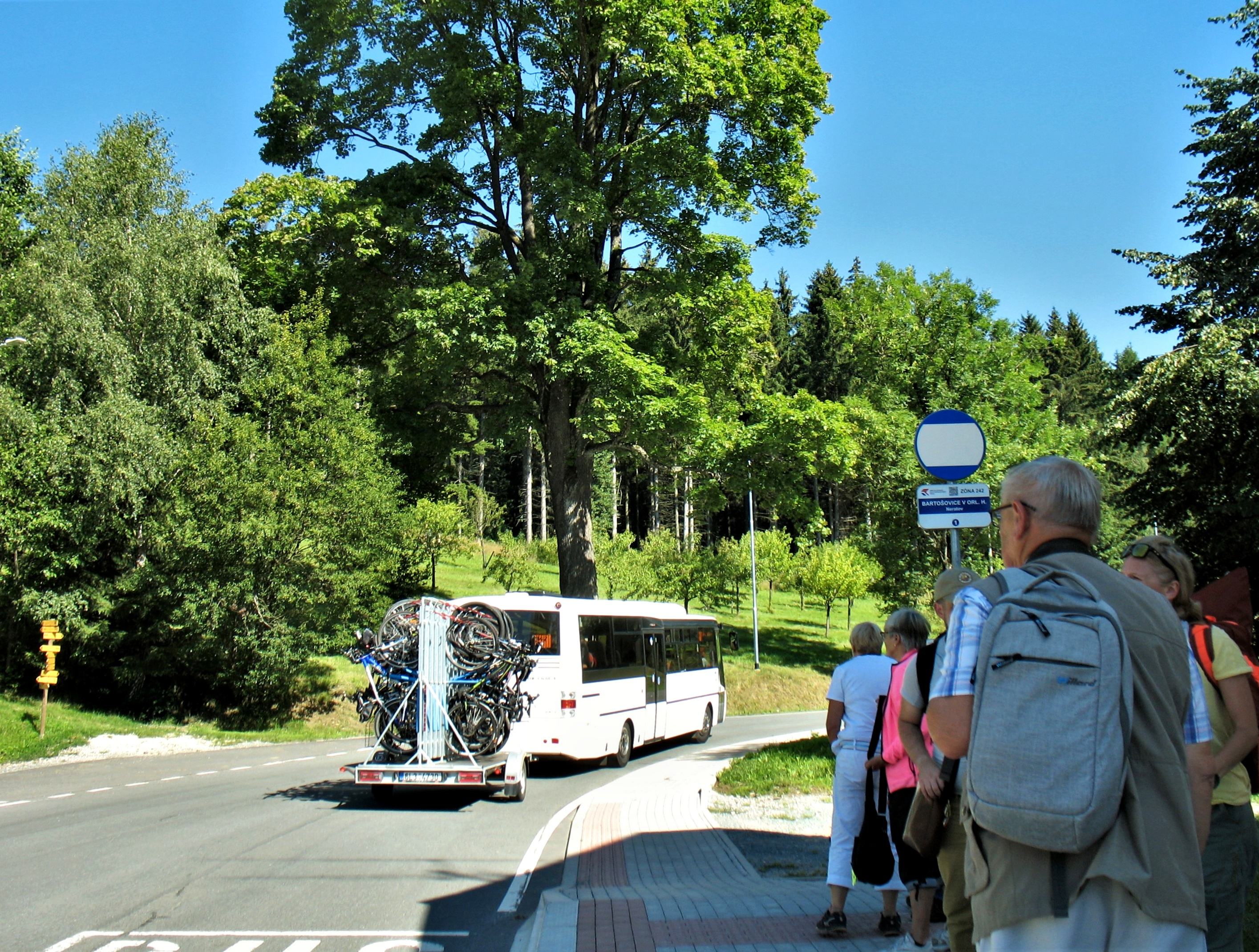
Prázdninový cyklobus Litomyšl - Šerlich
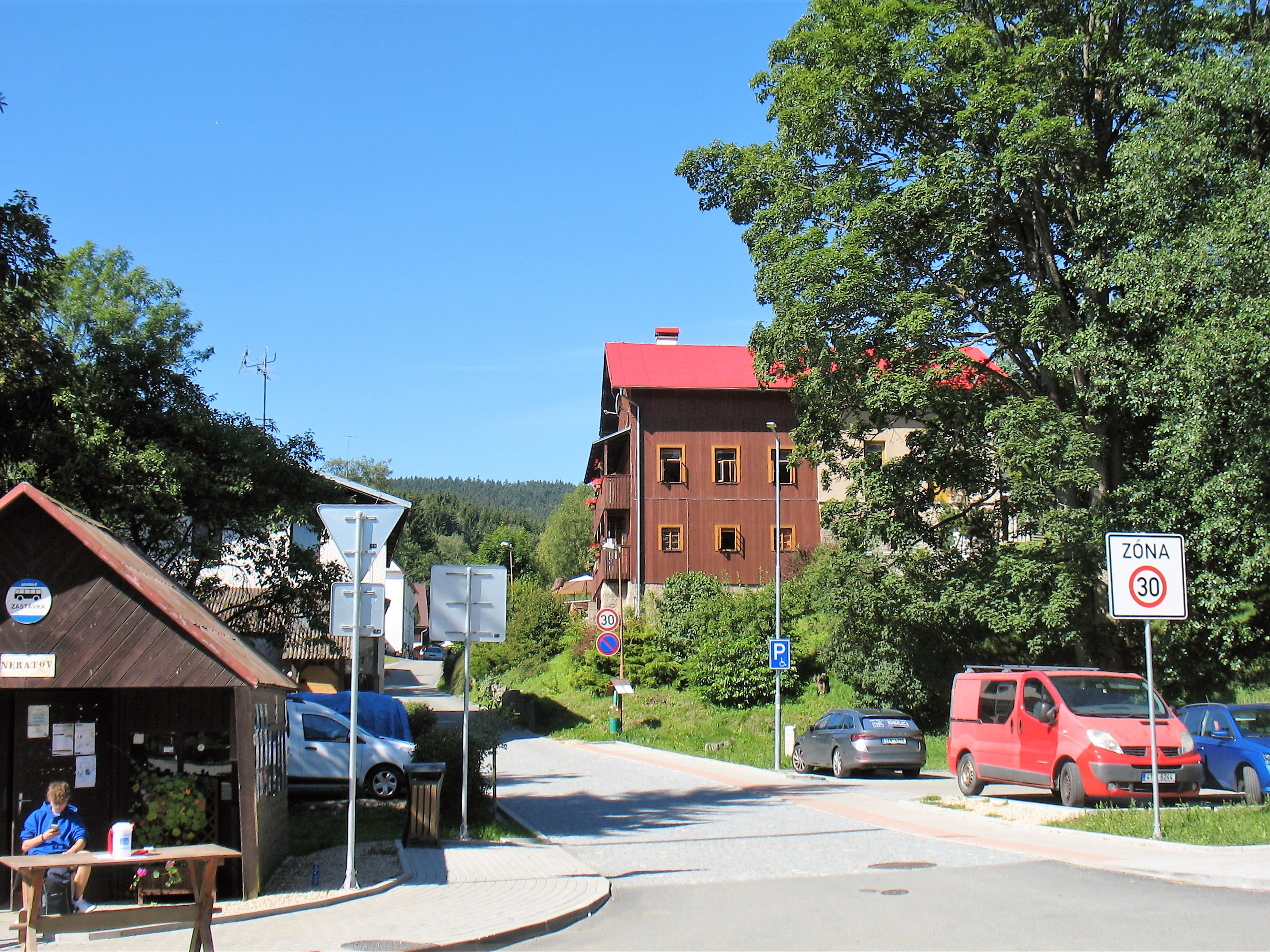
Centrum obce
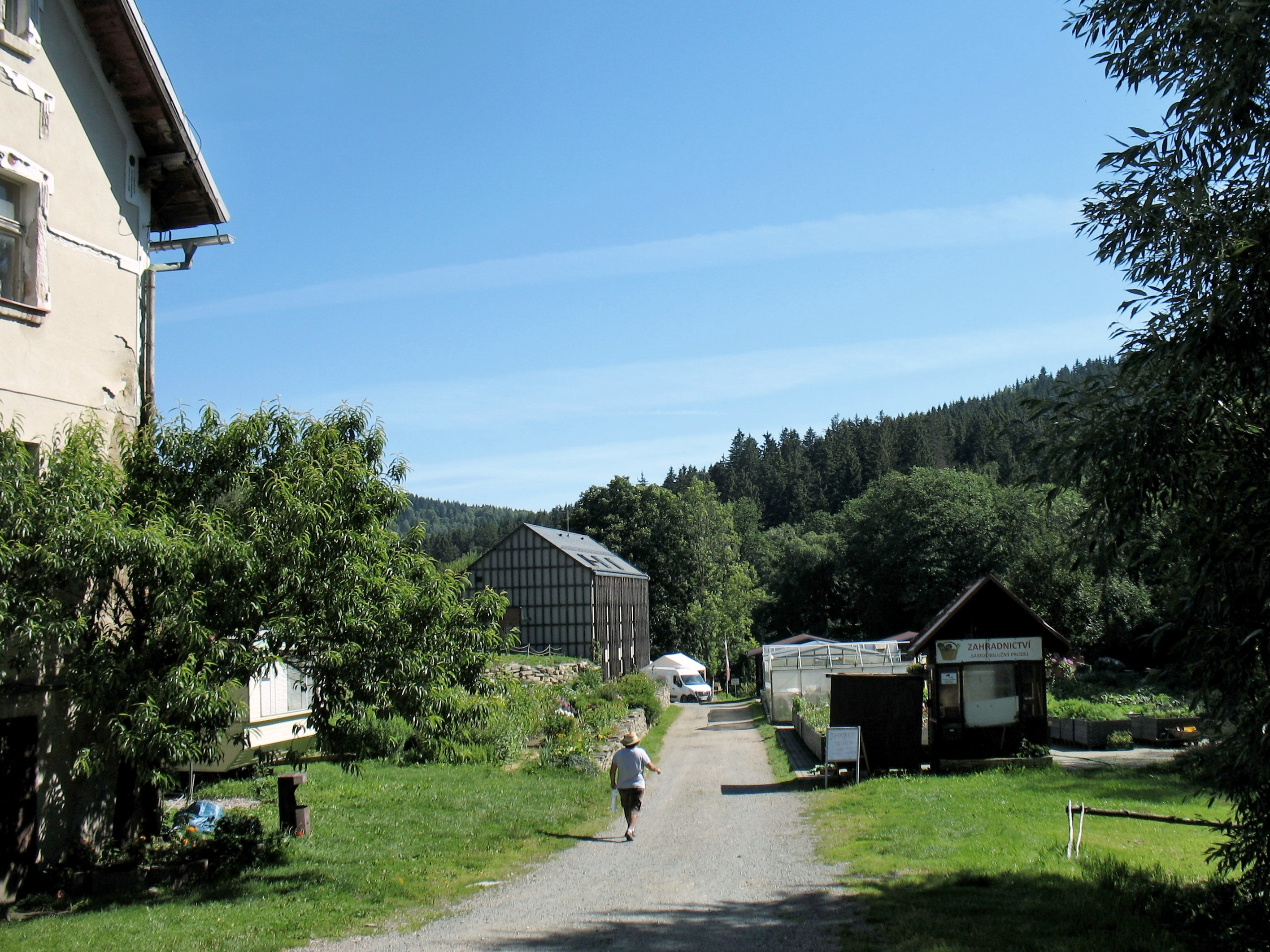
Pohled směrem k pivovaru
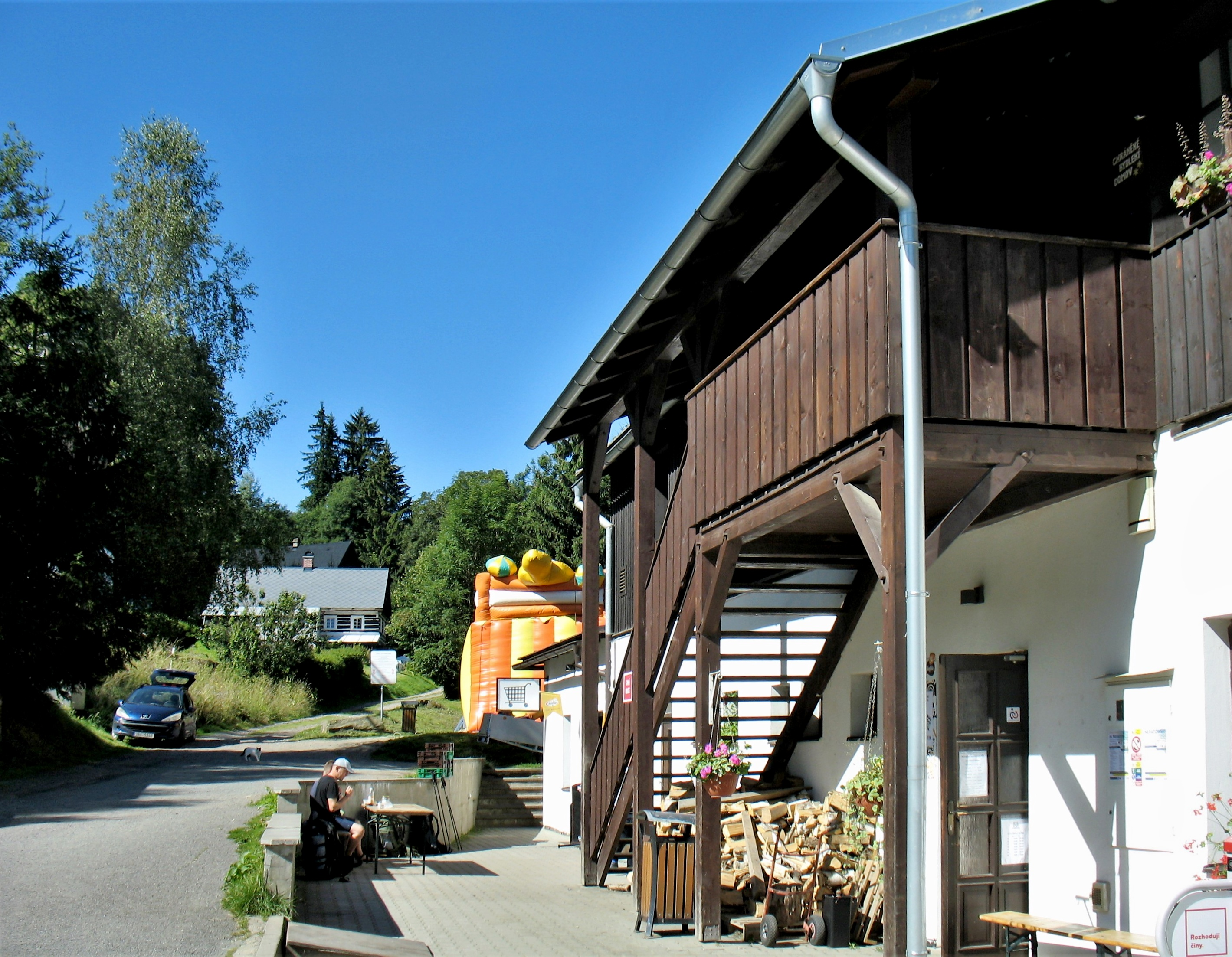
Místní obchod